# Hannah Walters
Hannah Walters, född den 19 januari 1974 i Leicestershire, är en brittisk skådespelare.
Walters har bland annat medverkat i filmen Boiling Point och den uppföljande TV-serien där hon spelade Emily, en av huvudroller. I BBC-produktionen What It Feels Like for a Girl spelade hon Mommar Joe, även det en av de återkommande karaktärerna.

## Filmografi (i urval)
- 2021 – Boiling Point
- 2023 – Malpractice (TV-serie)
- 2023 – Boiling Point – på liv och död (TV-serie)
- 2025 – What It Feels Like for A Girl (TV-serie)